# República do Hatay
```
   |-
       | 
Erro:
:  
valor não especificado para "
continente
"
```

A República do Hatay ou do Hatai ou Estado de Hatay ou de Hatai (em turco: Hatay Devleti; em árabe: دولة هتاي; romaniz.: Dawlat Hatay; em francês: État du Hatay; em inglês: Hatay State) foi uma entidade nacional transitória que existiu entre 7 de setembro de 1938 e 29 de junho de 1939, criado no território do Mandato Francês da Síria.
Foi transformado de jure na província turca de Hatay em 7 de julho de 1939.
Hatay foi cenário ficcional para o filme Indiana Jones e a Última Cruzada, que se passa justamente em 1938, ano em que a República foi fundada. No filme, contudo, em coerência com estereótipos ocidentais para a política do Oriente Médio, Hatay é governada por um sultão autoritário, e não por um Presidente da República, como era na realidade.